# Ferran Sibila
Ferran Sibila Pont (Gironella, 13 luglio 1988) è un allenatore di calcio spagnolo.

## Carriera

### Giocatore
Sibila è stato per quasi un decennio un giocatore dell'Atlètic Gironella, squadra della sua cittadina natale.

### Allenatore
Sibila ha iniziato la sua carriera come allenatore di calcio giovanile presso l'Atlètic Gironella e il Sant Cugat Esport FC, prima di partire per il Giappone per lavorare presso la JFA Fukushima Academy nel 2015 e nel 2016.
Dalla stagione 2017 ha cominciato a lavorare in Svezia, firmando un contratto di due anni in qualità di assistente allenatore del GIF Sundsvall, società che all'epoca militava nella massima serie nazionale. Al termine di questo biennio Sibila ha scelto di lasciare il club per diventare assistente di un'altra formazione svedese, l'IFK Göteborg, allenato da Poya Asbaghi. A seguito dell'esonero di quest'ultimo, avvenuto nel settembre 2020, Sibila è stato capo allenatore ad interim per qualche giorno, guidando la squadra nel frattempo anche in una gara di campionato, persa in casa 0-4 contro l'Hammarby. Con l'avvento del nuovo tecnico Roland Nilsson, avvenuto all'indomani di quel match, Sibila è tornato al suo ruolo di assistente, mantenuto fino al giugno 2021 quando ha lasciato i biancoblù.
Nel novembre 2021, con l'ingaggio di Poya Asbaghi come nuovo capo allenatore degli inglesi del Barnsley, Sibila è stato chiamato come assistente allenatore, tornando dunque a lavorare con lui come già avvenuto in precedenza all'IFK Göteborg. Il club tuttavia non è riuscito ad evitare la retrocessione dalla Football League Championship 2021-2022, pertanto i due tecnici hanno lasciato l'incarico al termine della stagione.
Il 23 agosto 2022 Sibila è stato presentato dal Malmö FF con l'obiettivo di seguire i giocatori del club in prestito ad altre squadre, in maniera tale da curarne lo sviluppo.
In vista della stagione 2024, Sibila ha firmato un accordo biennale con i campioni di Finlandia in carica dell'HJK Helsinki. La mancanza di una licenza UEFA Pro tuttavia ha fatto sì che nel frattempo venisse nominato un allenatore ad interim, identificato nella figura di Ossi Virta. Il 20 maggio 2024 Sibila è stato sollevato dall'incarico, con la squadra che in quel momento occupava il quinto posto in classifica nella Veikkausliiga 2024.
Il 23 agosto 2024 ha sostituito l'esonerato Anes Mravac sulla panchina dell'IFK Värnamo, formazione svedese che in quel momento si trovava temporaneamente al terzultimo posto dell'Allsvenskan 2024 dopo diciannove giornate. I biancoblù hanno chiuso il torneo nella stessa posizione, ma hanno ottenuto la salvezza prevalendo sul Landskrona BoIS in un doppio spareggio. È stato esonerato il 28 aprile 2025, dopo aver collezionato sei sconfitte e nessun punto nelle prime sei giornate dell'Allsvenskan 2025.